# Дидимея (сестра на Селевк I Никатор)
Дидимея (на старогръцки: η Δηιδάμεια) е гръцка македонка от Селевкидската династия, живяла през IV и III век пр. Хр.
Тя е дъщеря на Антиох и Лаодика. Нейният баща произлиза от Орестис в Горна Македония и служи като висш военачалник на цар Филип II Македонски (управлявал в периода 359–336 г. пр. Хр.). Сестра е на Селевк I Никатор, основателят на Селевкидската династия в Сирия. Майка ѝ Лаодика има претенции, че нейният син е създаден по време на сън от Аполон.
Дидимея се омъжва за гръцки благородник и има с него два сина: Никанор и Никомедес.